# Csabaszabadi
Csabaszabadi es un pueblo ubicado en el distrito de Békéscsaba, en el condado de Békés, Hungría.

## Superficie
Posee una superficie de 32,71 kilómetros cuadrados.

## Demografía
Hasta 2019 la población era de 246 habitantes, con una densidad de población de 7,521 habitantes por kilómetro cuadrado.